# Dois Pequenos Ensaios Ético-Religiosos
Dois Pequenos Ensaios Ético Religiosos (língua dinamarquesa: Tvende ethisk-religieuse Smaa-Afhandlinger) é uma obra do filósofo dinamarquês Søren Kierkegaard, escrito sob o pseudónimo H.H., escrita em 1847 e publicada a 19 de Maio de 1849.
Kierkegaard escreveu um livro denominado Um Ciclo de Ensaios Ético Religiosos, mas escolheu publicar estes dois ensaios como uma peça separada, deixando o resto dos ensaios por publicar. Estes últimos mais tarde se tornaria na obra O Livro sobre Adler, ou um ciclo de ensaios ético-religiosos").
A obra está em autia dual com a sua obra assinada, Discursos Edificantes em Diversos Espíritos, também completada em 1847.

## Ensaios
- Tem o homem o direito de se deixar matar pela verdade?
- Diferença entre um génio e um apóstolo